# ترتة الرياح الإسبانية
تُرتة الرياح الإسبانية حلوى نمساوية تاريخية وهي واحدة من أكثر الحلويات تعقيدًا في صنعها وتقديمها لأنها تتكون في الغالب من المَرَنغ والقشدة المخفوقة. يفترض أنها أصبحت حلوى شائعة خلال فترة الباروكية للإمبراطورية النمساوية المجرية مع ظهور وصفات لها في العديد من كتب الطبخ في القرن التاسع عشر من النمسا. 
يتكون كعكة الرياح الإسبانية من حلقات من المَرَنغ المخبوزة في شكل أسطواني بغطاء سفلي وغطاء علوي. تتطلب أنابيب المرنغ وعملية الخبز اللاحقة الصبر والاهتمام الدقيق بالتفاصيل أو لن تكون الكعكة متماثلة. عندما ينتهي الخباز من قشرة التُرتة، تُحشى بالقشدة المخفوقة والتوت الطازج ( الفراولة عادة) ونشارة الشكلاطة و / أو الكشمش. يجب تقديم التُرتة على الفور لأن القشدة المخفوقة والمرنغ يذوبان بسرعة. يمكن أن يحافظ التجميد على قوام الحلوى ولكن قد تتغير الطعمة.
قد تكون صفة الإسبانية إشارة بيت هَبسبُرغ النمساوي وافتتانهم بإسبانيا. تنص نظرية بديلة على أن هذا جزء من اتجاه طويل المدى للحجاج الكثليين الذين يتبعون طريق شنت ياقب. لا يزال مصطلح "Spanischer Wind" يستخدم للإشارة إلى حلوى المرنغ الصغيرة المخبوزة (المعروفة أيضًا باللغة الإنجليزية باسم قبلات المَرِنغ). 